# Підземне сховище газу Algyo
Підземне сховище газу Algyo — об'єкт нафтогазової інфраструктури Угорщини.
У середині 1960-х на півдні Угорщини поблизу Сегеду почалась розробка найбільшого в країні нафтогазового родовища Algyo, видача блакитного палива з якого спершу відбувалась за допомогою газопроводу Algyo  — Адоні — Будапешт, до якого на початку 1970-х приєдналась значно потужніша система Algyo — Будапешт. У другій половині 2000-х на основі виснаженого родовища вирішили створити підземне сховище газу.
Для сховища обрали газову шапку одного з нафтових покладів (Szőreg-1), який знаходиться у пісковиках на глибині 1715 метрів та має товщину від 25 до 40 метрів. З 1967 по 1994 рік із покладу здійснювався видобуток нафти, а потім до 2006-го провадилось спрацьовування газової шапки.
Сховище почало роботу в 2010-му. Його об'єм становить 1,9 млрд м3, технічно можливий добовий відбір складає 25 млн м3 при добовому рівні закачування у 12,7 млн м3.
Проект реалізувала компанія MOL.
Окрім зазначених вище газопроводів, до Сегеду наразі виведений трубопровід Берегдароц — Сегед, а до кінця 2021-го в цей район має вийти газопровід Балканський потік.